# Pioneer (Raumsonden-Programm)

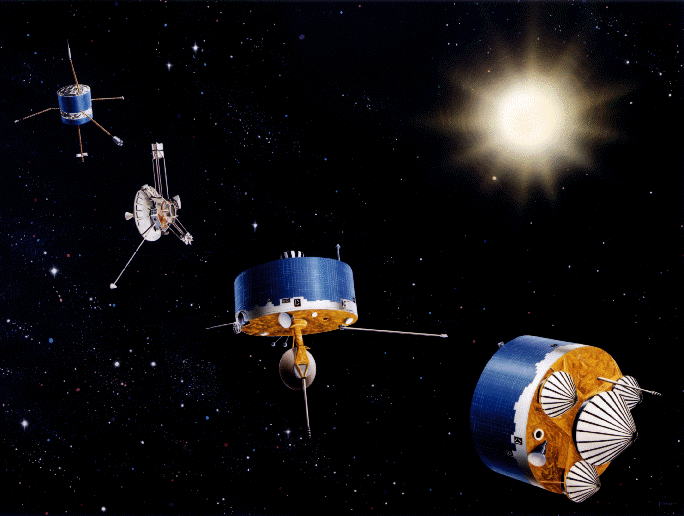
Sonden der Pioneer-Missionen

Unter dem Namen Pioneer (deutsch Pionier) werden insgesamt 19 verschiedene Raumsonden der NASA zusammengefasst, die in den Jahren 1958 bis 1978 zur Erforschung des Mondes, der Sonne, des Jupiters, des Saturns und der Venus gestartet wurden.

## Mission
Alle Pioneer-Missionen standen unter dem Motto der Grundlagenforschung. Wissenschaft stand zunächst an zweiter Stelle, wichtiger war die Erprobung der Technik, da sich 1958 die Raumfahrt noch in den Kinderschuhen befand.
Pioneer 0 bis 4 sowie X, Y und Z hatten den Mond als Ziel, Pioneer 5 war ein interplanetarer Testflug, Pioneer 6–9 und E dienten zur Erforschung der Sonne, Pioneer 10 und Pioneer 11 zum Vorstoß ins äußere Sonnensystem (zu den Riesenplaneten Jupiter und Saturn), Pioneer-Venus 1 und 2 flogen zur Venus.

## Verlauf
Den Anfang machte die US-Luftwaffe: Sie hatte drei 38 kg schwere Sonden konstruiert. Ziel war zunächst, das Schwerefeld der Erde zu überwinden und eine Raumsonde in eine Umlaufbahn um den Mond zu schießen. Dies war noch ohne „Zwischenstation“ in einem Erdorbit geplant, wie es bei späteren Missionen praktiziert wurde. Alle Sonden waren mit optischen Systemen ausgerüstet.
- Pioneer 0 explodierte mitsamt der Thor-Able-Rakete nach 77 Sekunden am 17. August 1958.
- Pioneer 1 startete am 11. Oktober 1958, erreichte aufgrund eines vorzeitigen Abschaltens der zweiten Stufe der Thor-Able nur eine Gipfelhöhe von 113.854 km (ca. ein Drittel der Entfernung Erde-Mond) und verglühte nach 43 Stunden Flug in der Erdatmosphäre.
- Pioneer 2 erreichte aufgrund des Versagens der dritten Stufe der Thor-Able-Trägerrakete am 8. November 1958 nur eine Entfernung von 1500 km und verglühte dann in der Erdatmosphäre.

Die nächsten Sonden wurden von der US-Army gestartet. Zu den beteiligten Wissenschaftlern zählte auch Wernher von Braun. Die beiden Sonden, die unter seiner Aufsicht konstruiert worden waren, hatten ein Gewicht von nur sechs Kilogramm und trugen als wissenschaftliches Experiment einen Strahlendetektor.
- Pioneer 3 erreichte aufgrund eines vorzeitigen Abschaltens der ersten Stufe der Juno-II-Trägerrakete am 6. Dezember 1958 nur eine Gipfelhöhe von 102.230 km und verglühte, ähnlich wie Pioneer 1, nach 38 Stunden Flug in der Erdatmosphäre.
- Pioneer 4 auf einer Juno-II-Rakete erzielte für die USA am 4. März 1959 einen Durchbruch: Der Mond wurde in 60.000 km Abstand passiert. Die Sonde verließ danach den Wirkungsbereich der Erdschwerkraft und drang als erstes US-amerikanisches Raumfahrzeug in den interplanetaren Raum vor. Seither umkreist sie die Sonne. Dennoch waren die USA zu spät: Lunik 1 hatte die gleiche Mission bereits am 4. Januar 1959 durchgeführt, also zwei Monate vorher.

Um mit der Sowjetunion gleichzuziehen, bereitete die neue Weltraumbehörde NASA 1959 den Start von vier Mondorbitern vor, allesamt ungefähr 170 kg schwer. Alle vier Missionen waren Fehlschläge und wurden vor der Öffentlichkeit geheim gehalten. Daher auch die widersprüchlichen Bezeichnungen.
- Pioneer P-1, wird auch oft gar nicht aufgeführt, da die Atlas-Able-Rakete bei Triebwerkstests am 24. September 1959 vor dem Start explodierte, ohne dass sich die Nutzlast an Bord befand.
- Pioneer P-3, wurde am 26. November 1959 45 Sekunden nach dem Start durch das Versagen der Nutzlastverkleidung der Atlas-Able-Rakete zerstört. Die mit einer Fernsehkamera bestückte Raumsonde sollte in eine Mondumlaufbahn einschwenken.
- Pioneer P-30, explodierte mit der Atlas-Able-Trägerrakete am 25. September 1960.
- Pioneer P-31, explodierte mitsamt der Atlas-Able-Rakete am 15. Dezember 1960.

Im Jahr 1960 testete die NASA auch einen Prototyp für eine interplanetare Raumsonde. Obwohl hierfür nur ein einziges – 43 kg schweres – Exemplar zur Verfügung stand, klappte alles:
- Pioneer 5 startete am 11. März 1960 mit einer Thor-Able-Rakete zu einer heliozentrischen Umlaufbahn zwischen Venus und Erde. Der regelmäßige Kontakt zur Sonde konnte nur bis zum 30. April 1960 aufrechterhalten werden, danach empfing man bis zum 24. Juni 1960 nur noch sporadisch Signale; dennoch wurde die Mission als Erfolg gewertet.

Danach trat im Rahmen der Ranger-Mondsonden und des Mariner-Programms (Venus und Mars) eine Pause bei den „Pioneers“ ein. Erst im Jahre 1965 wurde das Programm neu aufgenommen. Dabei wurde der interplanetare Raum zum Ziel, in welchem ein Sonden-Netzwerk zur Sonnenerkundung aufgebaut werden sollte.
- Pioneer 6 startete am 16. Dezember 1965 mit einer Delta-Rakete.
- Pioneer 7 startete am 17. August 1966 mit einer Delta-Rakete.
- Pioneer 8 startete am 13. Dezember 1967 mit einer Delta-Rakete.
- Pioneer 9 startete am 8. November 1968 mit einer Delta-Rakete
- Pioneer E startete am 27. August 1969, doch explodierte die Delta-Rakete kurz nach dem Start, und die Sonde wurde zerstört.

Die anderen Sonden arbeiteten aber zufriedenstellend. Die Experimente umfassten Messungen von Staubpartikeln, verschiedenen Strahlen und Magnetfeldern. Die Sonde Pioneer 7 wurde 1986 auch zur Beobachtung des Halleyschen Kometen aus 12 Millionen Kilometer Entfernung eingesetzt.
Als erste verlor die NASA am 18. Mai 1983 den Kontakt zu Pioneer 9. Die anderen drei Sonden arbeiteten bis Mitte der 1990er Jahre. Der Kontakt zu Pioneer 7 brach am 31. März 1995 ab, zu Pioneer 8 am 22. August 1996. Auch zu Pioneer 6 war nach 1995 die Kommunikation teilweise unterbrochen. Ein letzter Kontakt zu Pioneer 6 wurde am 8. Dezember 2000 etabliert – 35 Jahre nach dem Start. Dies stellte einen absoluten Rekord in puncto Lebensdauer dar, bis am 13. August 2012 Voyager 2 diese Leistung überbot.
In den 1970er-Jahren wurden die vier letzten Pioneer-Sonden gestartet. Pioneer 10 und 11 hatten als Ziel die Erforschung der Planeten Jupiter und Saturn sowie des Asteroidengürtels; Pioneer-Venus des Planeten Venus. Diese Missionen verliefen erfolgreich.
- Pioneer 10 startete am 3. März 1972 mit einer Atlas-Centaur-Rakete.
- Pioneer 11 startete am 6. April 1973 mit einer Atlas-Centaur-Rakete.
- Pioneer-Venus 1 startete am 20. Mai 1978 mit einer Atlas-Centaur-Rakete.
- Pioneer-Venus 2 startete am 8. August 1978 mit einer Atlas-Centaur-Rakete.

## Liste der Pioneer-Missionen
| Name der Sonde  | Alternativer Name       | Bild | Startdatum UTC                                  | Trägerrakete             | Startmasse in kg               | Ziel der Mission                                                                                   | Ergebnis | Wertung    |
| 1958            | 1958                    | 1958 | 1958                                            | 1958                     | 1958                           | 1958                                                                                               | 1958 | 1958       |
| --------------- | ----------------------- | ---- | ----------------------------------------------- | ------------------------ | ------------------------------ | -------------------------------------------------------------------------------------------------- | --- | ---------- |
| Pioneer 0       |                         |      | 17. August 1958                                 | Thor DM-18 Able          | 38,1                           | Mondorbiter                                                                                        | Die Trägerrakete explodierte 77 Sekunden nach dem Start wegen fehlerhafter Treibstoffversorgung. | Fehlschlag |
| Pioneer 1       |                         |      | 11. Oktober 1958                                | Thor DM-18 Able          | 34,2                           | Mondorbiter                                                                                        | Da die Triebwerke der Trägerrakete zu früh abschalteten, erreichte die Sonde lediglich eine Gipfelhöhe von 113.000 Kilometern und verglühte später in der Erdatmosphäre. | Fehlschlag |
| Pioneer 2       |                         |      | 8. November 1958                                | Thor DM-18 Able          | 39,2                           | Mondorbiter                                                                                        | Da die dritte Stufe der Trägerrakete nicht zündete, erreichte die Sonde lediglich eine Gipfelhöhe von 1.550 Kilometern und verglühte später in der Erdatmosphäre. | Fehlschlag |
| Pioneer 3       |                         |      | 6. Dezember 1958                                | Juno II                  | 5,87                           | Vorbeiflug am Mond                                                                                 | Da die Triebwerke der Trägerrakete zu früh abschalteten, erreichte die Sonde lediglich eine Gipfelhöhe von 102.360 Kilometern. Bevor sie in der Erdatmosphäre verglühte, vermaß man als Alternative beim Rückfallen den Van-Allen-Gürtel.                                                                | Fehlschlag |
| 1959            |                         |      |                                                 |                          |                                | | |            |
| Pioneer 4       |                         |      | 3. März 1959                                    | Juno II                  | 6,1                            | Vorbeiflug am Mond                                                                                 | Erste US-amerikanische Raumsonde, die das Schwerefeld der Erde überwinden konnte. Sie passierte den Mond in einer Entfernung von 60.000 Kilometern, geplant war allerdings ein Abstand von weniger als 30.000 Kilometern, was auch dank eines Lichtsensors die Kamera ausgelöst hätte.                   | Teilerfolg |
| Pioneer P-1     |                         |      | 24. September 1959 (Explosion der Trägerrakete) | Atlas-C Able             | 168,7                          | Ursprünglich Vorbeiflug an der Venus schließlich Mondorbiter                                       | Diese Mission wird oft gar nicht aufgeführt, da die fragliche Trägerrakete bei einem Test explodierte, noch bevor die Sonde aufgesetzt war. Um sie dennoch zu starten, wurde die Mission „Pioneer P-3“ geschaffen.                                                                                       | Fehlschlag |
| Pioneer P-3     | Pioneer X               |      | 26. November 1959                               | Atlas-D Able             | 168,7                          | Mondorbiter                                                                                        | Die Sonde wurde 44 Sekunden nach dem Start zerstört, als ihre Nutzlastverkleidung aus Plexiglas barst. | Fehlschlag |
| 1960            |                         |      |                                                 |                          |                                | | |            |
| Pioneer 5       | Pioneer P-2             |      | 11. März 1960                                   | Thor DM-18 Able IV       | 43                             | Solarorbiter                                                                                       | Ursprünglich sollte mit dieser Sonde der erste Vorbeiflug an der Venus gewagt werden, doch während man mit technischen Schwierigkeiten kämpfte, schloss sich das Startfenster. Als Alternative wurde eine Sonnenumlaufbahn zwischen Erde und Venus anvisiert, um den Interplanetaren Raum zu erforschen. | Erfolg     |
| Pioneer P-30    | Pioneer Y               |      | 25. September 1960                              | Atlas-D Able             | 175,5                          | Mondorbiter                                                                                        | Wegen des Versagens der Zusatzstufe der Trägerrakete stürzte die Sonde in den Indischen Ozean. | Fehlschlag |
| Pioneer P-31    | Pioneer Z               |      | 15. Dezember 1960                               | Atlas-D Able             | 175,0                          | Mondorbiter                                                                                        | Die Trägerrakete explodierte 73 Sekunden nach dem Start. | Fehlschlag |
| 1965–1969       |                         |      |                                                 |                          |                                | | |            |
| Pioneer 6       | Pioneer A               |      | 16. Dezember 1965                               | Delta E                  | 146                            | Solarorbiter zur Untersuchung des Weltraumwetters                                                  | Umlaufbahn zwischen Venus und Erde erreicht. | Erfolg     |
| Pioneer 7       | Pioneer B               |      | 17. August 1966                                 | Delta E                  | 138                            | Solarorbiter zur Untersuchung des Weltraumwetters                                                  | Umlaufbahn zwischen Mars und Erde erreicht. | Erfolg     |
| Pioneer 8       | Pioneer C               |      | 13. Dezember 1967                               | Delta E                  | 146                            | Solarorbiter zur Untersuchung des Weltraumwetters                                                  | Umlaufbahn zwischen Mars und Erde erreicht. | Erfolg     |
| Pioneer 9       | Pioneer D               |      | 8. November 1968                                | Delta E                  | 147                            | Solarorbiter zur Untersuchung des Weltraumwetters                                                  | Umlaufbahn erreicht. | Erfolg     |
| Pioneer E       | Pioneer 10              |      | 27. August 1969                                 | Delta L                  | 148                            | Solarorbiter zur Untersuchung des Weltraumwetters                                                  | Die Sonde stürzte in den Atlantik, da die Hydraulik der Trägerrakete versagte. Sie war baugleich mit den vier vorhergegangenen Sonden und hätte bei Gelingen der Mission den Namen „Pioneer 10“ erhalten.                                                                                                | Fehlschlag |
| 1972–1973       |                         |      |                                                 |                          |                                | | |            |
| Pioneer 10      | Pioneer F               |      | 3. März 1972                                    | Atlas SLV-3C Centaur-D   | 258                            | „Durchdringung“ des Asteroidengürtels und Erforschung des Jupiters                                 | Die Sonde passierte im Februar 1973 den Asteroidengürtel unbeschadet und erreichte im Dezember desselben Jahres den Jupiter. Letzter Kontakt 23. Januar 2003. Über 30 Jahre lang konnten Daten empfangen werden.                                                                                         | Erfolg     |
| Pioneer 11      | Pioneer G               |      | 6. April 1973                                   | Atlas SLV-3C Centaur-D1A | 259                            | Untersuchung der Planeten Jupiter und Saturn                                                       | Die Passage beim Jupiter erfolgte im Dezember 1974, jene des Saturns im September 1979 | Erfolg     |
| 1978            |                         |      |                                                 |                          |                                | | |            |
| Pioneer-Venus 1 | Pioneer Venus Orbiter   |      | 20. Mai 1978                                    | Atlas Centaur            | 517                            | Venusorbiter zur Kartierung des Planeten                                                           | Übermittelte vom 4. Dezember 1978 bis Oktober 1992 Daten aus dem Venusorbit | Erfolg     |
| Pioneer-Venus 2 | Pioneer Venus Probe Bus |      | 8. August 1978                                  | Atlas Centaur            | 904 (380 + 300 + 75 + 75 + 75) | Absetzen einer großen 1 sowie drei kleinen 2 Tochtersonden, um die Venusatmosphäre zu untersuchen. | Obwohl die Tochtersonden über keinerlei Landemechanismus verfügten, überlebte eines der kleinen Geräte wider Erwarten den Aufprall auf der Venus um 67 Minuten. | Erfolg     |

Anmerkungen

## Populärkulturelle Rezeption
- Star Trek V: Am Rande des Universums: Eine Pioneer-Sonde wird von einem Klingonen als Weltraummüll angesehen und zur Schießübung verwendet. Dabei könnte es sich um Pioneer 10 oder Pioneer 11 handeln.

## Galerie

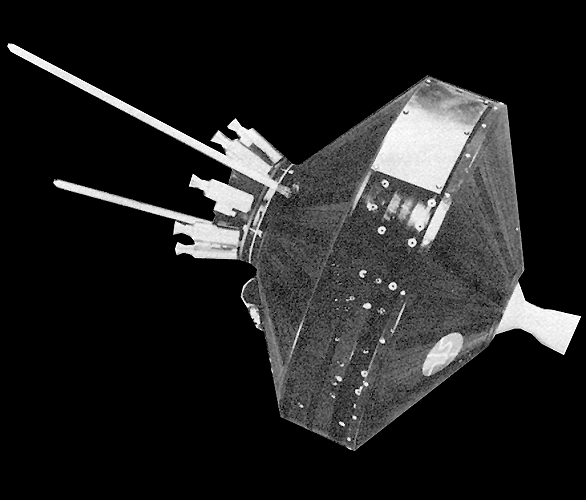
Pioneer 0, 1 und 2
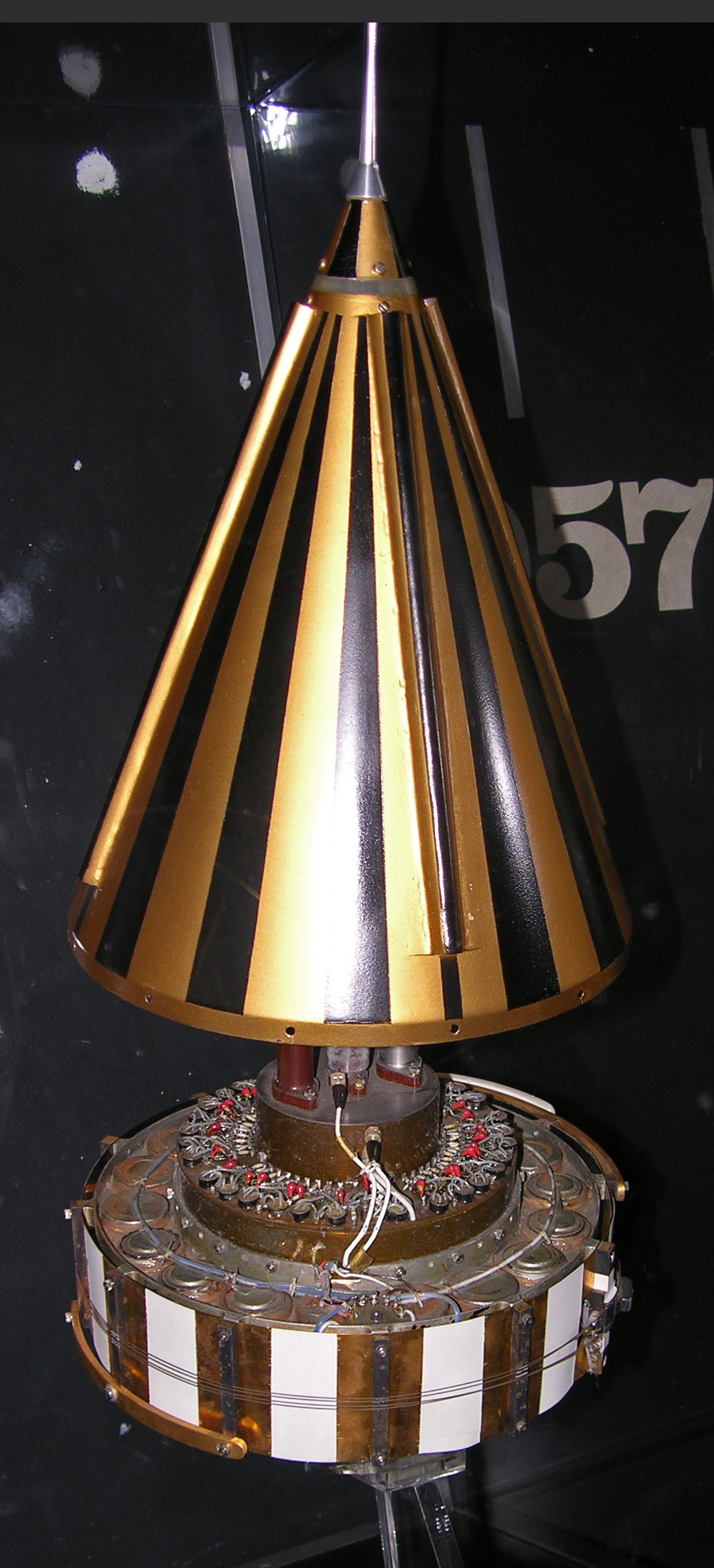
Pioneer 4 (Reservesonde)
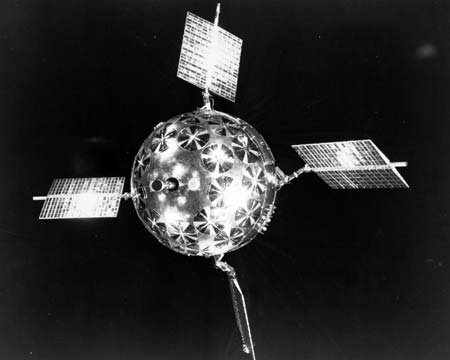
Pioneer Lunar Orbiter
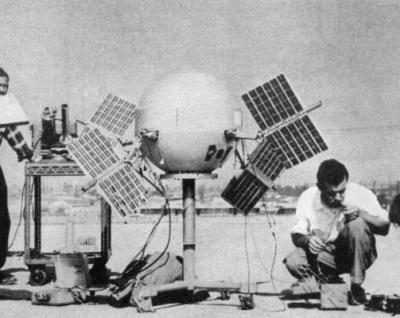
Pioneer 5
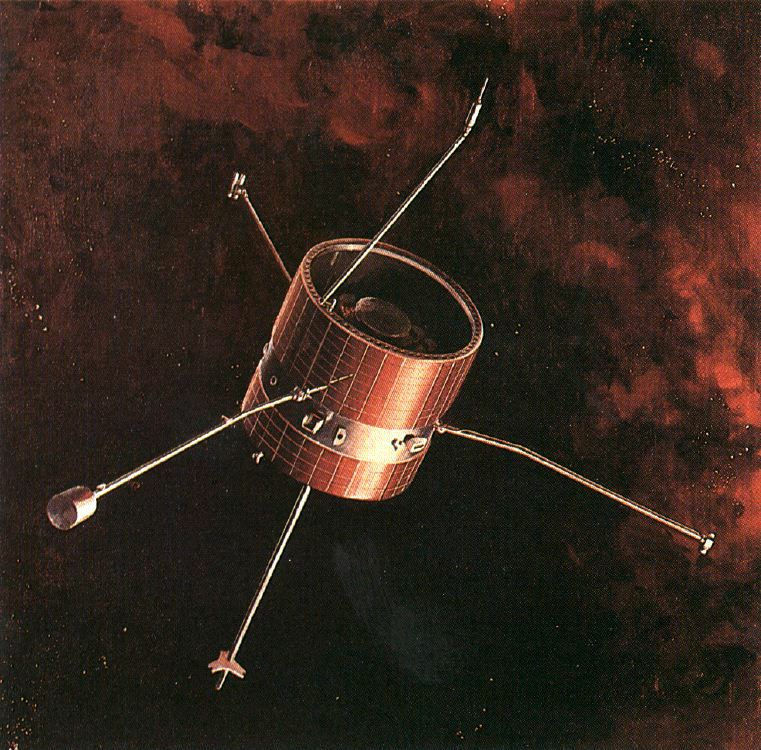
Pioneer 6, 7, 8, 9, E
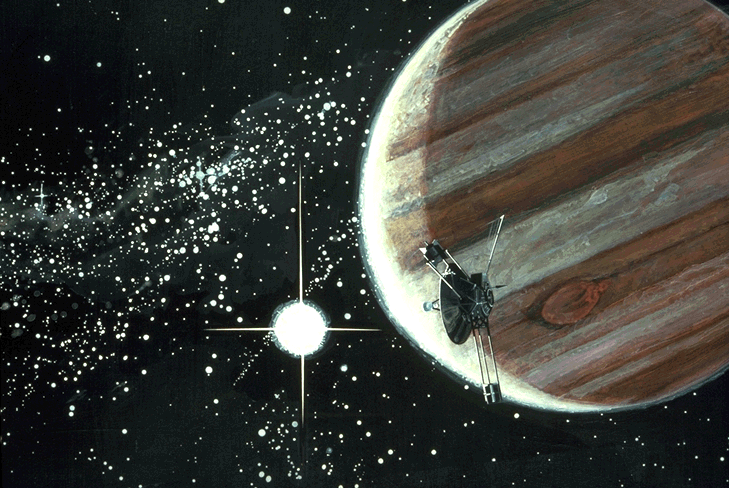
Künstlerische Ansicht: NASA-Raumsonde Pioneer 10 fliegt am Jupiter vorbei.
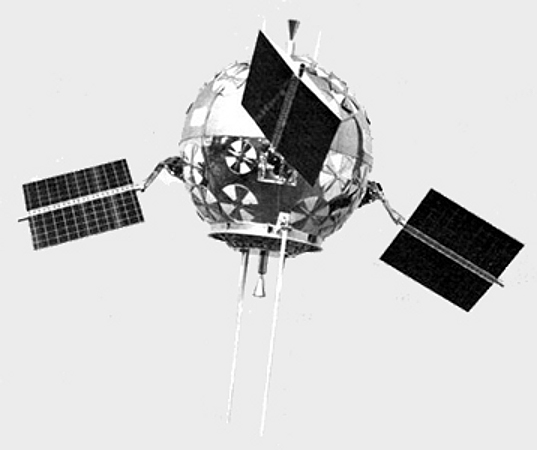
Pioneer P-3 Sonde, nahezu identisch mit P-1, P-30 und P-31.
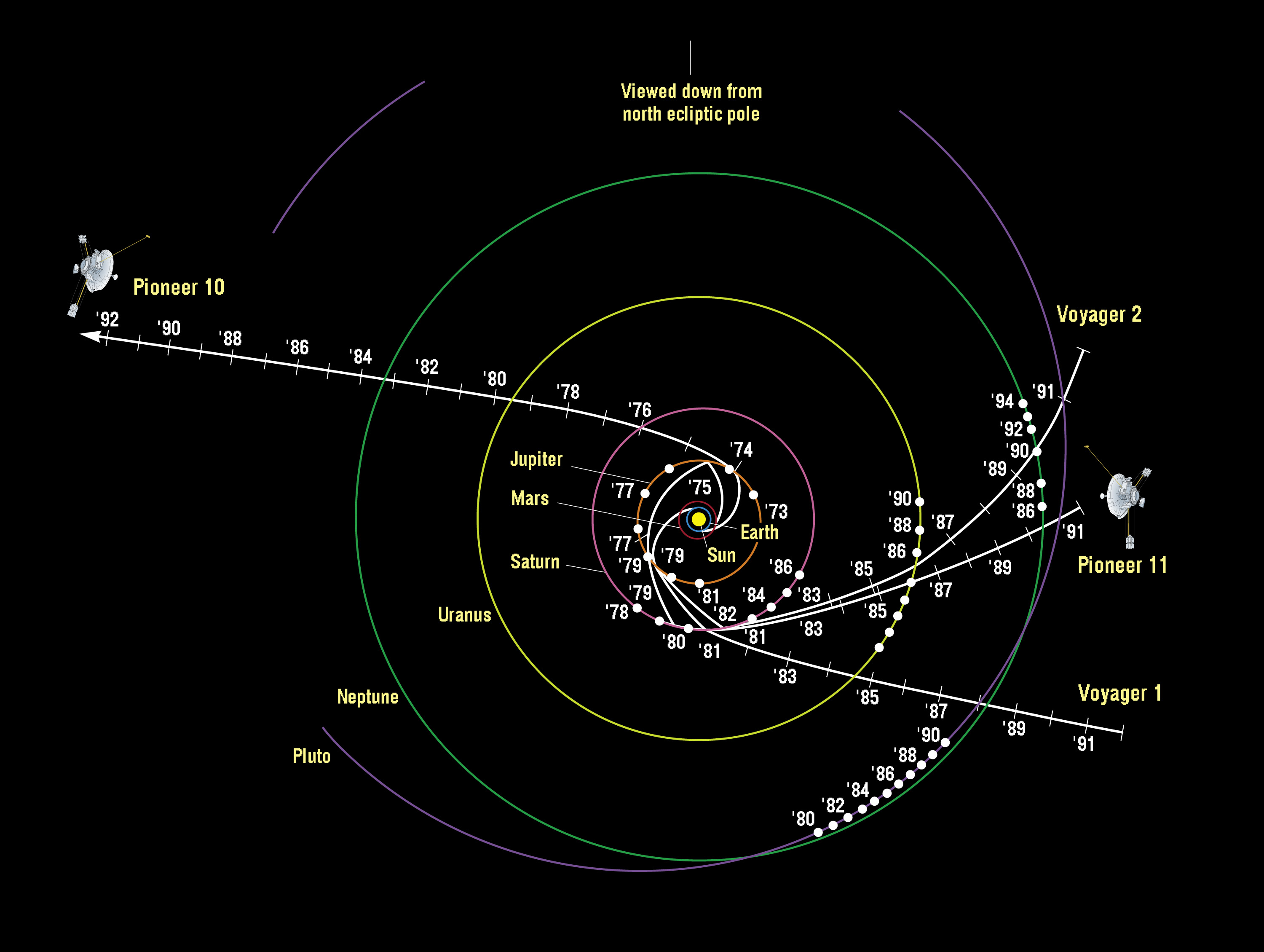
Flugbahnen von Pioneer 10, Pioneer 11, Voyager 1 und Voyager 2.
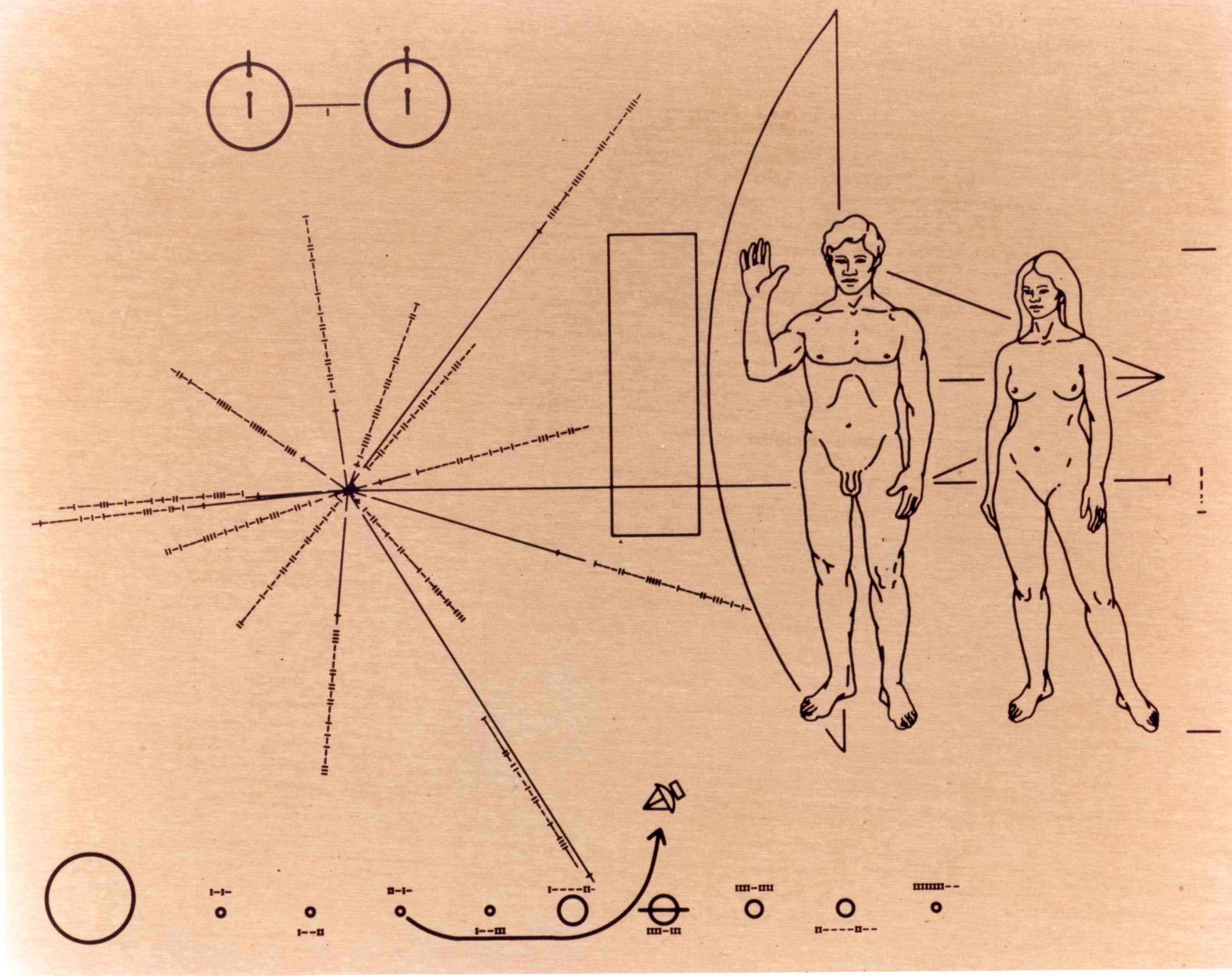
Pioneer-Plakette von Pioneer 10 zeigt ein Design, das in eine goldeloxierte Aluminiumplatte eingraviert ist, wurde von Carl Sagan und Frank Drake entworfen.
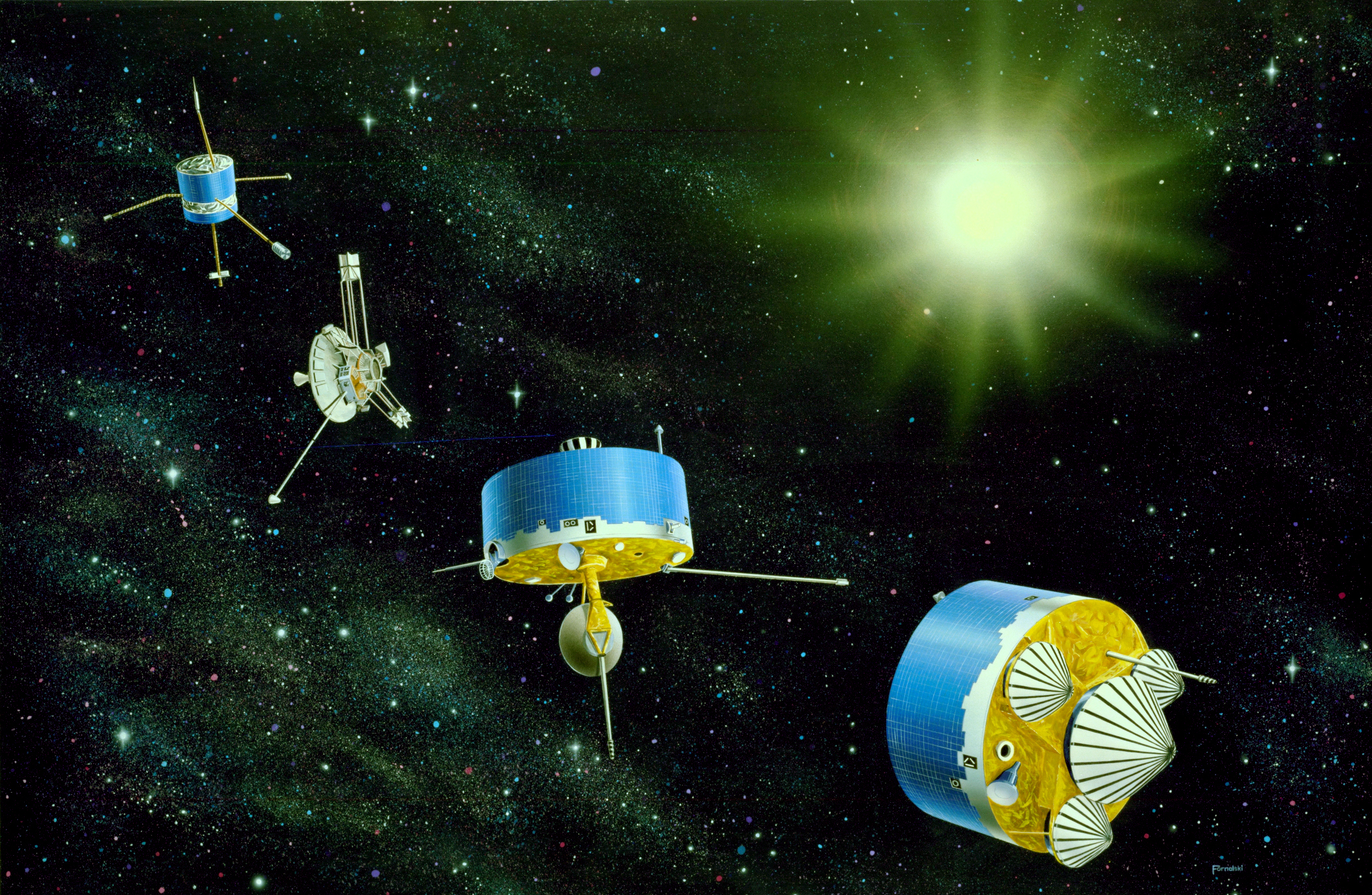
Pioneer Sonden A–E, Pioneer 10 und 11, Pioneer Venus Orbiter und Pioneer Venus Probe Bus.